# El Llano de Huazquilíco
El Llano de Huazquilíco är en ort i Mexiko.   Den ligger i kommunen Pinal de Amoles och delstaten Querétaro Arteaga, i den centrala delen av landet, 200 km norr om huvudstaden Mexico City. El Llano de Huazquilíco ligger 1 797 meter över havet och antalet invånare är 167.
Terrängen runt El Llano de Huazquilíco är kuperad åt sydost, men åt nordväst är den bergig. Runt El Llano de Huazquilíco är det ganska tätbefolkat, med 52 invånare per kvadratkilometer. Närmaste större samhälle är Jalpan, 12,4 km nordost om El Llano de Huazquilíco. I omgivningarna runt El Llano de Huazquilíco växer i huvudsak blandskog.